# Haley Lu Richardson
Haley Lu Richardson (sinh ngày 7 tháng 3 năm 1995) là nữ diễn viên người Mỹ. Thời mới vào nghề, cô từng tham gia một số phim như: sitcom Shake It Up (2013) của Disney Channel, phim siêu nhiên Ravenswood (2013–2014) của ABC Family. Năm 2016, cô đóng các phim điện ảnh The Edge of Seventeen và Split.
Richardson có vai diễn đột phá trong phim điện ảnh chính kịch Columbus (2017), qua đó nhận được một đề cử giải Gotham ở hạng mục "Nữ diễn viên xuất sắc nhất". Cô sau đó tiếp tục tham gia các phim như Support the Girls (2018), Unpregnant (2020) và After Yang (2022) và Love at First Sight (2023). Năm 2022, nữ diễn viên vào vai trợ lý Portia trong phần hai của loạt phim The White Lotus (2022) trên HBO.

## Tiểu sử
Haley Lu Richardson sinh ngày 7 tháng 3 năm 1995 tại thành phố Phoenix, Arizona, mẹ là Valerie, chuyên gia marketing, cha là Forrest L. Richardson, một kiến trúc sư sân golf. 

## Danh sách phim

### Điện ảnh
| Năm  | Tên                            | Vai             | Ct            |
| ---- | ------------------------------ | --------------- | ------------- |
| 2012 | Meanamorphosis                 | Cameron         | Phim ngắn     |
| 2012 | Christmas Twister              | Kaitlyn         |               |
| 2014 | The Last Survivors             | Kendal          |               |
| 2014 | The Young Kieslowski           | Leslie Mallard  |               |
| 2015 | The Bronze                     | Maggie Townsend |               |
| 2015 | Follow                         | Viv             |               |
| 2016 | The Edge of Seventeen          | Krista          |               |
| 2016 | Split                          | Claire Benoit   |               |
| 2017 | Columbus                       | Casey           |               |
| 2018 | The Chaperone                  | Louise Brooks   |               |
| 2018 | Operation Finale               | Sylvia Hermann  |               |
| 2018 | Support the Girls              | Maci            |               |
| 2019 | Five Feet Apart                | Stella Grant    |               |
| 2020 | Unpregnant                     | Veronica Clarke |               |
| 2021 | After Yang                     | Ada             |               |
| 2021 | Montana Story                  | Erin            |               |
| 2023 | Love at First Sight            | Hadley Sullivan | Đồng sản xuất |
| CTB  | Good Luck, Have Fun, Don't Die | CTB             | Hậu kỳ        |